# Кастийон-Дебатс
Кастийо́н-Деба́тс (фр. Castillon-Debats) — коммуна во Франции, находится в регионе Юг — Пиренеи. Департамент — Жер. Входит в состав кантона Вик-Фезансак. Округ коммуны — Ош.
Код INSEE коммуны — 32088.

## География

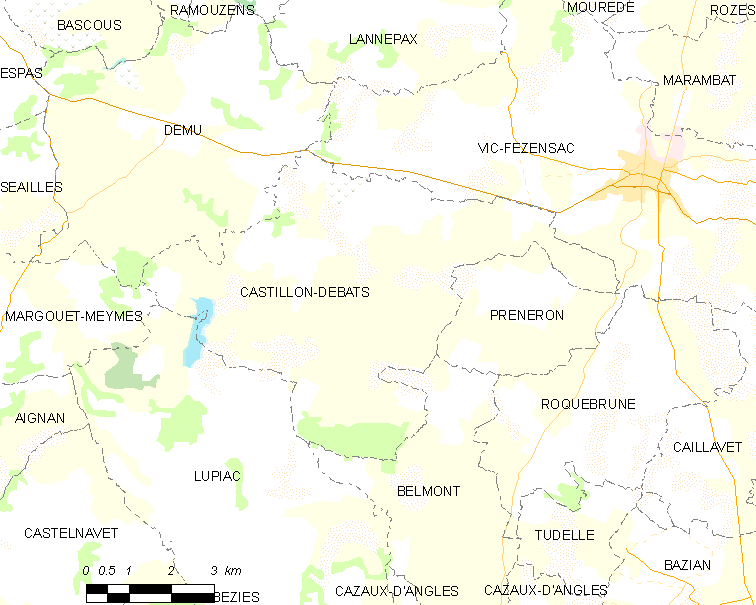
Карта коммуны

Коммуна расположена приблизительно в 600 км к югу от Парижа, в 100 км западнее Тулузы, в 31 км к западу от Оша.
По территории коммуны протекает река Желиз.

## Климат
Климат умеренно-океанический. Лето жаркое и немного дождливое, температура часто превышает 35 °С. Зимой часто бывает отрицательная температура и ночные заморозки. Годовое количество осадков — 700—900 мм.

## Население
Население коммуны на 2010 год составляло 328 человек.
| 1962 | 1968 | 1975 | 1982 | 1990 | 1999 | 2010 |
| ---- | ---- | ---- | ---- | ---- | ---- | ---- |
| 491  | 432  | 371  | 377  | 348  | 301  | 328  |

## Администрация
| Период | Период | Фамилия       | Партия        | Примечания |
| ------ | ------ | ------------- | ------------- | ---------- |
| 2001   | 2014   | Жан-Луи Мажан | Разные правые |            |
| 2014   | 2020   | Юбер Раффен   |               |            |

## Экономика
В 2010 году среди 183 человек трудоспособного возраста (15-64 лет) 132 были экономически активными, 51 — неактивными (показатель активности — 72,1 %, в 1999 году было 68,0 %). Из 132 активных жителей работали 118 человек (61 мужчина и 57 женщин), безработных было 14 (5 мужчин и 9 женщин). Среди 51 неактивных 12 человек были учениками или студентами, 25 — пенсионерами, 14 были неактивными по другим причинам.